# Milo Manheim

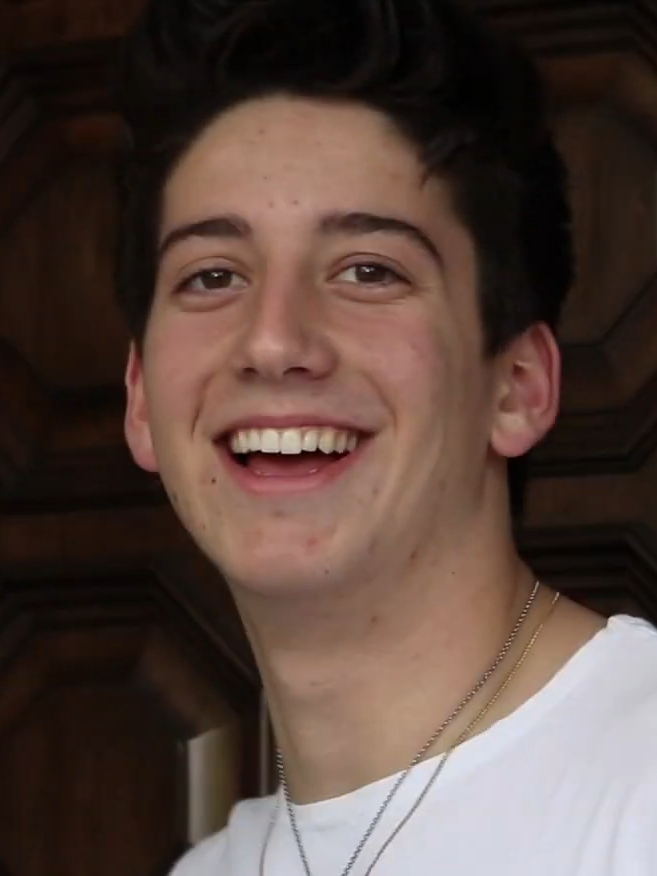

Milo Manheim (* 6. März 2001 in Venice, Los Angeles) ist ein US-amerikanischer Schauspieler und Sänger. Er wurde durch die Rolle des Zed in dem Disney Channel Original Movie Zombies sowie dessen Fortsetzungen Zombies 2 und Zombies 3 bekannt.

## Leben
Manheim wurde in Venice, Los Angeles in Kalifornien geboren und wuchs ebenda auf. Er ist der einzige Sohn der Schauspielerin Camryn Manheim und des ehemaligen Models Jeffrey Brezova. Er ist Jude und hatte seine Bar Mitzwa in einer jüdischen Gemeindeschule. Manheims Schauspielkarriere begann im Alter von sechs Jahren bei einem lokalen Nachschulprojekt in Culver City. Ab 2008 spielte er in mehr als 20 verschiedenen Musicals der Liza Monjauze Productions mit. 2009 hatte er einen dreiteiligen Gastauftritt in der Serie Ghost Whisperer – Stimmen aus dem Jenseits, in der seine Mutter eine Hauptrolle hat.
Im Jahr 2017 bekam Manheim seine erste Hauptrolle in dem Film Zombies, der am 16. Februar 2018 Premiere feierte. Ebenso war er in den Fortsetzungen Zombies 2 (2020) und Zombies 3 (2022) in derselben Rolle zu sehen.
Am 11. September 2018 wurde Milo Manheim als einer der Prominenten für die 27. Staffel von Dancing with the Stars bekannt gegeben. Seine Partnerin war die Profitänzerin Witney Carson. Am 19. November 2018 belegte das Tanzpaar den zweiten Platz und verlor damit gegen den Radiomoderator Bobby Bones.

### Privatleben
Er kann Gitarre, Schlagzeug, Klavier und Ukulele spielen. Zudem beherrscht er auch verschiedene Blasinstrumente und spielt in seiner Freizeit gerne Volleyball, Fußball und fährt Ski.

## Filmografie (Auswahl)
- 2009: Ghost Whisperer – Stimmen aus dem Jenseits (Ghost Whisperer, Fernsehserie, Episode 5x08)
- 2018: Zombies (Fernsehfilm)
- 2018: Dancing with the Stars (Fernsehsendung, Staffel 27)
- 2018–2019: American Housewife (Fernsehserie, 4 Episoden)
- 2020: Zombies 2 – Das Musical (Zombies 2, Fernsehfilm)
- 2021: Die Conners (The Conners, Fernsehserie, 2 Episoden)
- 2022: Zombies 3 – Das Musical (Zombies 3, Fernsehfilm)
- 2023: Prom Pact (Fernsehfilm)
- 2023: Dr. Doogie Kamealoha (Doogie Kameāloha, M.D., Fernsehserie, 6 Episoden)
- 2023: Thanksgiving
- 2023: Journey to Bethlehem
- seit 2023: School Spirits (Fernsehserie)
- 2025: Zombies 4: Dawn of the Vampires (Fernsehfilm)

## Auszeichnungen
Beim New York Musical Theatre Festival 2017 wurde Manheim für seine Rolle im Musical Generation Me als „Bester Hauptdarsteller“ ausgezeichnet.

## Nominierungen
| Jahr | Award                             | Kategorie                                 | Nominiert für | Ergebnis  |
| ---- | --------------------------------- | ----------------------------------------- | ------------- | --------- |
| 2017 | New York Musical Theatre Festival | Outstanding Performance in a Leading Role | Generation Me | nominiert |

## Auszeichnungen für Musikverkäufe
| Goldene Schallplatte - Brasilien - 2024: für das Lied Someday - Vereinigte Staaten - 2022: für das Lied Flesh & Bone - 2023: für das Lied Bamm | Platin-Schallplatte - Vereinigte Staaten - 2023: für das Lied Someday |

| Land/RegionAuszeichnungen für Musikverkäufe (Land/Region, Auszeichnungen, Verkäufe, Quellen) | Gold     | Platin  | Verkäufe  | Quellen             |
| -------------------------------------------------------------------------------------------- | -------- | ------- | --------- | ------------------- |
| Brasilien (PMB)                                                                              | Gold1    | —       | 20.000    | pro-musicabr.org.br |
| Vereinigte Staaten (RIAA)                                                                    | 2× Gold2 | Platin1 | 2.000.000 | riaa.com            |
| Insgesamt                                                                                    | 3× Gold3 | Platin1 |           |                     |